# Осорно
Осорно (ісп. Osorno) — місто на півдні Чилі з населенням 150 тис. мешканців згідно з переписом 2002 року. Це столиця провінції Осорно в регіоні Лос-Лаґос. 

## Географія
Місто розташоване на березі річки Рауе при впадінні в неї річки Дамас. Осорно знаходиться за 945 км на південь від столиці країни Сантьяго, за 110 км на північ від столиці регіону міста Пуерто-Монт та за 260 км від аргентинського міста Сан-Карлос-де-Барілоче, з яким місто з'єднує міжнародне щосе 215.

## Історія
Заснований 1558 року. Неодноразово руйнувався арауканами. Своїм ростом зобов'язаний німецької еміграції в другій половині XIX століття.

## Відомі особистості
В поселенні народився:
- Коко Стамбук (* 1977) — чилійський співак українського походження.